# Donja Meka Gruda
Donja Meka Gruda (en serbe cyrillique : Доња Мека Груда) est un village de Bosnie-Herzégovine. Il est situé dans la municipalité de Bileća et dans la république serbe de Bosnie. Selon les premiers résultats du recensement bosnien de 2013, il compte 94 habitants.

## Démographie

### Évolution historique de la population dans la localité
| 1948 | 1953 | 1961 | 1971 | 1981 | 1991 | 2013 |
| ---- | ---- | ---- | ---- | ---- | ---- | ---- |
| 287  | 318  | 262  | 234  | 233  | 142, | 94   |

|  |

### Communauté locale
En 1991, Donja Meka Gruda faisait partie de la communauté locale de Meka Gruda qui comptait 713 habitants, répartis de la manière suivante :